# Crystal Kelly Turnier 2008
Die Crystal Kelly Trophy 2008 war die 15. Auflage dieses Einladungsturniers, das seit 1994 jährlich bis 2011 in der Disziplin Dreiband der Billardvariante Karambolage ausgetragen wurde. Sie fand vom 11. bis zum 18. Juni 2008 in Antwerpen statt.

## Spielmodus
Das Turnier wurde im Round-Robin-Modus mit acht Teilnehmern ausgetragen.

## Turnierkommentar
Sieger wurde der Belgier Frédéric Caudron.

## Ergebnisse
| Name              | PP | Pkte | Aufn | GD    | HS |
| ----------------- | -- | ---- | ---- | ----- | -- |
| Daniel Sánchez    | 2  | 50   | 19   | 2,631 | 14 |
| Frans van Kuijk   | 0  | 25   | 19   | 1,315 | 6  |
| Eddy Merckx       | 2  | 50   | 20   | 2,500 | 9  |
| Dick Jaspers      | 0  | 31   | 20   | 1,550 | 9  |
| Frédéric Caudron  | 2  | 50   | 25   | 2,000 | 7  |
| Torbjörn Blomdahl | 0  | 31   | 25   | 1,240 | 7  |
| Semih Saygıner    | 2  | 50   | 30   | 1,666 | 6  |
| Raimond Burgman   | 0  | 43   | 30   | 1,433 | 7  |

| Name              | PP | Pkte | Aufn | GD    | HS |
| ----------------- | -- | ---- | ---- | ----- | -- |
| Frans van Kuijk   | 2  | 50   | 28   | 1,785 | 11 |
| Eddy Merckx       | 0  | 37   | 28   | 1,321 | 6  |
| Torbjörn Blomdahl | 2  | 50   | 33   | 1,515 | 10 |
| Daniel Sánchez    | 0  | 39   | 33   | 1,181 | 7  |
| Semih Saygıner    | 2  | 50   | 29   | 1,724 | 7  |
| Dick Jaspers      | 0  | 31   | 29   | 1,068 | 5  |
| Frédéric Caudron  | 2  | 50   | 18   | 2,777 | 13 |
| Raimond Burgman   | 0  | 16   | 18   | 0,888 | 5  |

| Name              | PP | Pkte | Aufn | GD    | HS |
| ----------------- | -- | ---- | ---- | ----- | -- |
| Daniel Sánchez    | 2  | 50   | 25   | 2,000 | 7  |
| Eddy Merckx       | 0  | 43   | 25   | 1,720 | 8  |
| Frans van Kuijk   | 2  | 50   | 22   | 2,272 | 10 |
| Raimond Burgman   | 0  | 24   | 22   | 1,090 | 5  |
| Torbjörn Blomdahl | 2  | 50   | 23   | 2,173 | 6  |
| Semih Saygıner    | 0  | 36   | 23   | 1,565 | 8  |
| Frédéric Caudron  | 2  | 50   | 31   | 1,612 | 7  |
| Dick Jaspers      | 0  | 40   | 31   | 1,290 | 8  |

| Name              | PP | Pkte | Aufn | GD    | HS |
| ----------------- | -- | ---- | ---- | ----- | -- |
| Dick Jaspers      | 2  | 50   | 15   | 3,333 | 11 |
| Frans van Kuijk   | 0  | 45   | 15   | 3,000 | 11 |
| Frédéric Caudron  | 2  | 50   | 19   | 2,631 | 21 |
| Eddy Merckx       | 0  | 35   | 19   | 1,842 | 11 |
| Daniel Sánchez    | 2  | 50   | 24   | 2,083 | 11 |
| Semih Saygıner    | 0  | 17   | 24   | 0,708 | 7  |
| Raimond Burgman   | 1  | 50   | 25   | 2,000 | 8  |
| Torbjörn Blomdahl | 1  | 50   | 25   | 2,000 | 6  |

| Name              | PP | Pkte | Aufn | GD    | HS |
| ----------------- | -- | ---- | ---- | ----- | -- |
| Frédéric Caudron  | 2  | 50   | 31   | 1,612 | 8  |
| Semih Saygıner    | 0  | 43   | 31   | 1,387 | 9  |
| Daniel Sánchez    | 0  | 49   | 28   | 1,750 | 7  |
| Dick Jaspers      | 2  | 50   | 28   | 1,785 | 10 |
| Raimond Burgman   | 0  | 26   | 18   | 1,444 | 7  |
| Eddy Merckx       | 2  | 50   | 18   | 2,777 | 9  |
| Frans van Kuijk   | 0  | 39   | 30   | 1,300 | 8  |
| Torbjörn Blomdahl | 2  | 50   | 30   | 1,666 | 10 |

| Name              | PP | Pkte | Aufn | GD    | HS |
| ----------------- | -- | ---- | ---- | ----- | -- |
| Dick Jaspers      | 2  | 50   | 19   | 2,631 | 9  |
| Torbjörn Blomdahl | 0  | 30   | 19   | 1,578 | 8  |
| Frans van Kuijk   | 0  | 41   | 31   | 1,322 | 9  |
| Frédéric Caudron  | 2  | 50   | 31   | 1,612 | 9  |
| Semih Saygıner    | 0  | 31   | 26   | 1,192 | 5  |
| Eddy Merckx       | 2  | 50   | 26   | 1,923 | 9  |
| Raimond Burgman   | 0  | 41   | 28   | 1,464 | 9  |
| Daniel Sánchez    | 2  | 50   | 28   | 1,785 | 9  |

| Name              | PP | Pkte | Aufn | GD    | HS |
| ----------------- | -- | ---- | ---- | ----- | -- |
| Torbjörn Blomdahl | 2  | 50   | 24   | 2,083 | 16 |
| Eddy Merckx       | 0  | 45   | 24   | 1,875 | 6  |
| Frédéric Caudron  | 2  | 50   | 31   | 1,612 | 11 |
| Daniel Sánchez    | 0  | 45   | 31   | 1,451 | 12 |
| Dick Jaspers      | 2  | 50   | 16   | 3,125 | 10 |
| Raimond Burgman   | 0  | 18   | 16   | 1,125 | 4  |
| Semih Saygıner    | 2  | 50   | 15   | 3,333 | 13 |
| Frans van Kuijk   | 0  | 29   | 15   | 1,933 | 4  |

## Abschlusstabelle
| Platz                      | Name              | MP | Pkte. | Aufn. | GD    | BED   | HS |
| -------------------------- | ----------------- | -- | ----- | ----- | ----- | ----- | -- |
| 1                          | Frédéric Caudron  | 14 | 350   | 186   | 1,881 | 2,777 | 21 |
| 2                          | Torbjörn Blomdahl | 9  | 311   | 179   | 1,737 | 2,173 | 16 |
| 3                          | Dick Jaspers      | 8  | 302   | 158   | 1,911 | 3,333 | 11 |
| 4                          | Daniel Sánchez    | 8  | 333   | 188   | 1,771 | 2,631 | 14 |
| 5                          | Eddy Merckx       | 6  | 310   | 160   | 1,937 | 2,777 | 11 |
| 6                          | Semih Saygıner    | 6  | 277   | 178   | 1,556 | 3,333 | 13 |
| 7                          | Frans van Kuijk   | 4  | 279   | 160   | 1,743 | 2,272 | 11 |
| 8                          | Raimond Burgman   | 1  | 218   | 157   | 1,388 | 2,000 | 9  |
| Turnierdurchschnitt: 1,742 |                   |    |       |       |       |       |    |